# 布塔雷省

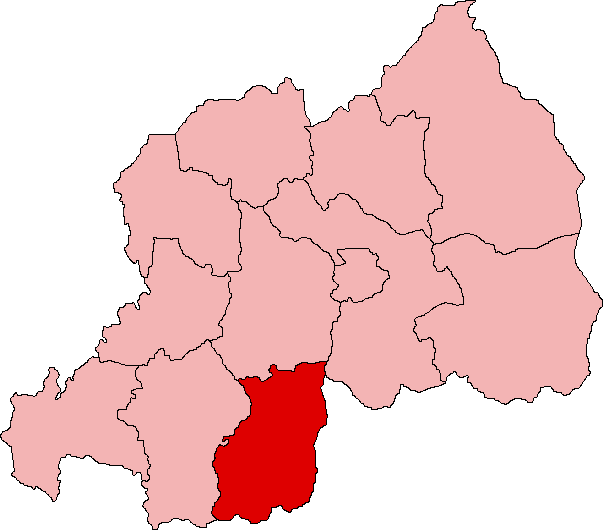
地圖中布塔雷省的位置

布塔雷是盧安達從前的一個省（行政區），其於2006年1月被合併入南部省。布塔雷市是盧安達境內第二大的城市，也是該國先前的十二省之一。布塔雷省位於盧安達的中南部，南邊與蒲隆地接壤。布塔雷省於2006年1月的人口數為77449人。

## 簡介
布塔雷坐落於國境南方，鄰接著蒲隆地。它的地理與大部分其餘的盧安達一樣，地勢之陡峭可與坦尚尼亞周圍比擬，但不如盧安達南部那般多山。

## 外部連結
- 盧安達旅遊業於吉佳利與布塔雷
- 布塔雷資訊 （页面存档备份，存于）
- 布塔雷：一個「聰明」的城市，戰勝了自己，即使在大屠殺後 （页面存档备份，存于），燕子新聞社 (Hirondelle News Agency)，2005年2月18日

2°36′S 29°45′E / 2.6°S 29.75°E